# Kinder- und Jugendlichenpsychotherapeut
Kinder- und Jugendlichenpsychotherapeuten (KJP) sind Ärzte, Psychologen und Pädagogen mit einer auf dem Studium aufbauenden fachkundlichen Weiter- bzw. Ausbildung in Psychotherapie für Kinder und Jugendliche. Sie diagnostizieren und behandeln psychische Störungen bei Kindern, Jugendlichen und Heranwachsenden bis zum vollendeten 21. Lebensjahr. Vorher begonnene Psychotherapien können bei besonderer Begründung über das vollendete 21. Lebensjahr fortgesetzt werden. Erwachsene fallen nicht in ihren Zuständigkeitsbereich (siehe Abgrenzung zu anderen Psychotherapeuten).
Der Beruf des Kinder- und Jugendlichenpsychotherapeuten ging aus dem Beruf des Psychagogen hervor. Psychagoge ist ein aus der Psychoanalyse entstandener Beruf, den fast ausschließlich Pädagogen mit einer Lehranalyse und einer psychoanalytischen Weiterbildung ausübten. Begründet wurden Psychagogik bzw. Analytische Kinder- und Jugendlichenpsychotherapie von Anna Freud und Melanie Klein.
Wie ärztliche und Psychologische Psychotherapeuten können auch Kinder- und Jugendlichenpsychotherapeuten die Fachkunde der für diesen Altersbereich zugelassenen Richtlinienverfahren (Psychoanalyse, tiefenpsychologisch fundierte Psychotherapie, Verhaltenstherapie, Systemische Therapie) erwerben.

## Aufgabengebiete
Eine zentrale Aufgabe von Kinder- und Jugendlichenpsychotherapeuten besteht in der Behandlung seelisch erkrankter oder seelisch bedingt körperlich kranker Kinder und Jugendlichen durch Psychotherapie sowie der begleitenden Psychotherapie der Beziehungspersonen.
Aber auch Hilfe bei familiären Konflikten, bei Sorgerechts- und Umgangsregelungen, bei Fremdunterbringung und bei gerichtlichen Fragestellungen gehören zu den Aufgabengebieten.

## Situation in Deutschland
KJP ist eine in Deutschland seit Januar 1999 durch das damalige Psychotherapeutengesetz (PsychThG) gesetzlich geschützte Berufsbezeichnung, die eine staatliche Zulassung zur Ausübung der Heilkunde (Approbation) voraussetzt. Aktuell ist keine spezialisierte Ausbildung in Kinder- und Jugendlichenpsychotherapie mehr möglich. Der Gesetzgeber hat diese Spezialisierung ersatzlos abgeschafft mit der letzten Reform der Approbationsordnung.
Die Ausbildung nach altem Gesetz kann noch bis 2032, in Härtefällen bis 2035, absolviert werden.

### Ausbildung
Die Ausbildung richtete sich nach der „Ausbildungs- und Prüfungsverordnung für Kinder- und Jugendlichenpsychotherapeuten“ auf der Basis des damaligen Psychotherapeutengesetzes. Voraussetzung für die Ausbildung zum Kinder- und Jugendlichenpsychotherapeuten war ein abgeschlossenes Studium (Diplom bzw. Master) im Studiengang Psychologie, Pädagogik oder Sozialpädagogik, in manchen Bundesländern auch Musiktherapie, Sozialarbeit, Heilpädagogik oder Lehramt.
In der Praxis betrug die Zeit für ein Pädagogik-/Psychologiestudium sowie die nachfolgende Ausbildung zum Kinder- und Jugendlichenpsychotherapeuten durchschnittlich 9–12 Jahre. Kinder- und Jugendlichenpsychotherapeuten arbeiten zwar immer noch in Kliniken oder in eigener Praxis, es gibt aber keine spezifische Ausbildung mehr. Sie können an der vertragsärztlichen Versorgung teilnehmen. Die Ausbildung erstreckte sich auf die Vermittlung von eingehenden Grundkenntnissen in wissenschaftlich anerkannten psychotherapeutischen Verfahren sowie auf eine vertiefte Ausbildung in einem dieser Verfahren. Dazu werden im Bereich der Kinder- und Jugendlichenpsychotherapie derzeit folgende Verfahren gezählt:
- Psychoanalyse/analytische Psychotherapie,
- tiefenpsychologisch fundierte Psychotherapie,
- Verhaltenstherapie,
- Systemische Therapie.

Die Ausbildung umfasste früher mindestens:
600 Behandlungsstunden praktische Ausbildung mit mindestens sechs Patientenbehandlungen unter mindestens 250 Stunden Supervision, 600 Stunden theoretische Ausbildung, 1.800 Stunden praktische Tätigkeit, davon 1.200 an einer psychiatrischen klinischen Einrichtung und 600 Stunden an einer von einem Sozialversicherungsträger anerkannten Einrichtung der psychotherapeutischen oder psychosomatischen Versorgung, 120 Stunden Selbsterfahrung (§5 Abs. 2 PsychTh-APrV).
Während der Psychotherapie-Ausbildung führte der Auszubildende die Bezeichnung „Psychotherapeut in Ausbildung“ (PiA). Die Mindestanforderungen an die Ausbildungen und das Nähere über die staatlichen Prüfungen sind auf Basis des Psychotherapeutengesetzes in der „Ausbildungs- und Prüfungsverordnung für Psychotherapeuten“ geregelt. Die Ausbildung konnte an universitär angebundenen Einrichtungen sowie an staatlich anerkannten privaten Ausbildungsinstituten absolviert werden. In der Regel boten die Ausbildungsinstitute die Ausbildung in nur einem Verfahren an. Lediglich zwei Institute boten die Ausbildung in allen zugelassenen Psychotherapieverfahren an. Die Ausbildungskosten für die Theorieseminare, die von den Psychotherapeuten in Ausbildung selber zu tragen waren, betrugen monatlich rund 250 €.
Während der vorgeschriebenen praktischen Tätigkeit in einer psychiatrischen klinischen Einrichtung wurden die Ausbildungsteilnehmer mit einem abgeschlossenen Pädagogikstudium für ihre Tätigkeit meist nur gering vergütet. Dies wurde unter anderem darauf zurückgeführt, dass Pädagogen während der praktischen Tätigkeit in der Ausbildung mangels Approbation nicht selbständig psychotherapeutisch handeln durften. Ausbildungsteilnehmerinnen mit einem abgeschlossenen Psychologiestudium (M.Sc.) wurden hingegen in vielen Fällen als Psychologinnen angestellt und vergütet (TVÖD E13).
Mit einer Approbation durch die zuständigen Behörden der deutschen Bundesländer wurde den entsprechenden Personen die hochspezialisierte Erlaubnis zur Ausübung der Psychotherapie bei Kindern und Jugendlichen erteilt.
Umfasste die Approbation auch die Erlaubnis zur Behandlung Erwachsener und wurde also eine dementsprechende Ausbildung nach dem PsychThG in Verbindung mit der PsychTh-APrV absolviert, so darf die Berufsbezeichnung Psychologischer Psychotherapeut (abgekürzt „PP“) geführt werden. Dies war jedoch Klinischen Psychologen (M.Sc. oder Dipl.-Psych.) vorbehalten, die zunächst eine Ausbildung in der Psychotherapie für Erwachsene durchliefen und dort auch das Staatsexamen abgelegt hatten, um dann, nach der Approbation als Psychologischer Psychotherapeut, eine Zusatzausbildung zur Zusatzfachkunde „Kinder- und Jugendlichentherapie“ durchlaufen und erworben haben.
Nach einer erfolgreich absolvierten Ausbildung zum Kinder- und Jugendlichenpsychotherapeuten (bestandenes Staatsexamen / Approbation), konnten Psychologen eine verkürzte Ausbildung zum Psychologischen Psychotherapeuten für Erwachsene absolvieren. Hierbei wurde 2/3 der Ausbildung zum Kinder- und Jugendlichenpsychotherapeuten angerechnet. Nach der erneuten Absolvierung des Staatsexamens bestand somit für Psychologen die Möglichkeit zur Doppelapprobation (= Zulassung als Kinder- und Jugendlichenpsychotherapeut und Psychologischer Psychotherapeut für Erwachsene).

### Kassenzulassung
Therapeuten, die in eigener Praxis arbeiten, haben oftmals auch eine Kassenzulassung, d. h. eine Behandlung durch sie wird (ggfs. nach entsprechender Antragsstellung zur Kostenübernahme) von den Gesetzlichen Krankenkassen bezahlt. Diese Zulassung kann nach der Approbation und dem Arztregistereintrag durch die Kassenärztliche Vereinigung erteilt werden. Auch für die Berufsgruppe der Psychotherapeuten gibt es eine Bedarfsplanung, die festlegt, wie viele Therapeuten sich in einem Bezirk niederlassen dürfen. Die Vergabe eines neuen Kassensitzes erfolgt üblicherweise durch die KV (wenn der vorherige Therapeut in Ruhestand gegangen ist etc.), ist jedoch meist mit einer Ablösesumme verbunden.
Bei den gesetzlichen Krankenkassen gilt die Kostenübernahme nur für Behandlungen, die entsprechend der Psychotherapierichtlinie durchgeführt werden. Diese umfassen Behandlungs- und Antragsmodalitäten und die Einschränkung auf bislang drei Therapieverfahren: Verhaltenstherapie als Verfahren, Tiefenpsychologisch-fundierte Psychotherapie und Analytische Psychotherapie, in der es drei generelle theoretische Richtungen gibt: einmal die Psychoanalyse nach Sigmund Freud, die Analytische Psychologie nach Carl Gustav Jung und die Individualpsychologie nach Alfred Adler. Seit dem 14. Dezember 2008 ist die Systemische Therapie als „wissenschaftlich anerkanntes Verfahren“ bewertet worden, die Behandlung wird derzeit aber von den gesetzlichen Krankenkassen nicht bezahlt. Problematisch ist demgegenüber die Kostenübernahme durch die privaten Krankenversicherungen. Der Bundesgerichtshof verneint eine Deckungspflicht, solange die Allgemeinen Versicherungsbedingungen hierzu keine Regelung beinhalten. Die Gebühren der Psychologischen Psychotherapeuten und der Kinder- und Jugendlichenpsychotherapeuten sind in der GOP (Gebührenordnung für Psychologische Psychotherapeuten und Kinder- und Jugendlichenpsychotherapeuten) geregelt, die die Abrechnung über die Gebührenordnung für Ärzte ermöglicht.

### Bezahlung
Kinder- und Jugendlichenpsychotherapeuten gehören zur Berufsgruppensammelbezeichnung Sozial- und Erziehungsdienst (SuE). Kommunale Arbeitgeber bezahlen Kinder- und Jugendlichenpsychotherapeuten häufig nach dem TVöD-SuE. Private Träger können ein Bezahlungsmodell frei wählen. Mehr zu der Bezahlung im SuE findet sich im Artikel Sozial- und Erziehungsdienst#Bezahlung. Im TVöD-SuE sind die Kinder- und Jugendlichenpsychotherapeuten in die Entgeltgruppe S 17 eingruppiert. Das Einstiegsgehalt beträgt 3.102,56 Euro (Stand: 1. März 2015).:76 Seit den Tarifverhandlungen um den TVöD im Jahr 2016, wurde die Eingruppierung von Kinder- und Jugendpsychotherapeuten adäquat zu den Psychologischen Psychotherapeuten mit Entgeltgruppe 14 TVöD VKA festgelegt Dies steht im Rahmen der Verhandlungen um den Tarifvertrag der Länder noch aus.

### Vorstellungsgründe
Die Heidelberger Psychotherapeutin Hildegard Horn meinte in einer kleinen Veröffentlichung aus dem Jahr 2015, die inhaltliche Arbeit mit Kindern und Jugendlichen habe sich in den vergangenen 20 Jahren erheblich verändert. Bezugnehmend auf ihre Publikation aus dem Jahr 2003 ließ sie verlauten, seinerzeit hätten Eltern ihre Kinder bevorzugt wegen Ängsten, Zwängen oder depressiven Verstimmungen einem Psychotherapeuten vorgestellt. Heute würden sie über „gesteigerte Aggressivität, Unruhe, Impulsdurchbrüche, Konzentrationsstörungen, Schulleistungsstörungen mit Schulverweigerung, Mobbing“ klagen. Die Symptome würden „durch Kinderpsychiater unter der Diagnose ADHS mit Methylphenidat behandelt“, so Horn. Gemäß Leitlinie werde zusätzlich Verhaltenstherapie empfohlen. Diese Störungen könnten mit zunehmendem Wissen über Bindung und Bindungsstörungen und über Säuglings- und Gehirnforschung betrachtet und neu verstanden werden. Veränderte Lebensbedingungen und Erwartungen an das Leben mit Wünschen nach Karriere, Selbstbestimmung und eine „intensive Beziehungsgestaltung mit den Kindern“ würden zu „chronischen Spannungen“ führen, „die von beiden Seiten schwer zu regulieren“ seien. Die Verschreibung von Methylphenidat habe in den letzten 20 Jahren um jährlich 17 % zugenommen. Horn kommt zu folgendem Schluss: „Herkömmliche kinderpsychotherapeutische Behandlungsmethoden, sowohl verhaltenstherapeutische wie analytische, reichen oft nicht aus, weil die Entwicklung von Struktur weder durch Training allein noch durch Deutung vermuteter Hintergründe erfolgreich bewirkt werden kann.“

## Situation in Österreich
In Österreich gibt es ebenfalls Psychotherapeuten, die sich auf die Behandlung von Kindern und Jugendlichen spezialisiert haben, diese tragen jedoch nicht die deutsche Berufsbezeichnung.

## Situation in der Schweiz
Die Schweizerische Vereinigung für Kinder- und Jugendpsychologie (SKJP) führt zur Erlangung des Fachtitels «Fachpsychologin/Fachpsychologe für Kinder- und Jugendpsychologie FSP» eine berufsbegleitende, postgraduale Weiterbildung durch. Der Fachtitel erlaubt eine eigenverantwortliche Tätigkeit im Fachgebiet Kinder- und Jugendpsychologie. Voraussetzung für die Weiterbildung ist ein abgeschlossenes Studium in Psychologie (Lizentiat, Master) sowie eine praktische Tätigkeit in der Kinder- und Jugendpsychologie in den Bereichen Exploration, Urteilsbildung, Interventionen, Beratung und Behandlung. Die Weiterbildung umfasst mindestens 700 Stunden und dauert drei bis vier Jahre. Entsprechende Lehrgänge der Universitäten Basel und Zürich werden ebenfalls anerkannt. Der Fachtitel wird nur an ordentliche Mitglieder der Föderation der Schweizer Psychologinnen und Psychologen (FSP) verliehen.

## Medien
- Cécile Loetz, Jakob Müller: Kinderanalyse. Die Gespenster im Kinderzimmer. In: Rätsel des Unbewußten. Podcast zur Psychoanalyse und Psychotherapie (Folge 76).